# Micromeria rivas-martinezii
Micromeria rivas-martinezii là một loài thực vật có hoa trong họ Hoa môi. Loài này được Wildpret mô tả khoa học đầu tiên năm 1973 publ. 1974.